# Čas brez pravljic
Čas brez pravljic je slovenski mladinski vojni dramski film iz leta 1986. 
Film govori o težkem odraščanju otrok v času druge svetovne vojne, ki so z družino obsojeni na beg in o bremenu, ki ga nosi njihova mama.
Posnet po istoimenski mladinski povesti Boruta Pečarja, kjer je pisal o vojnih izkušnjah svojega partizanskega očeta Srečka in njegove mlade družine, ki je med vojno dobila četrtega otroka. Družino je po očetu poimenoval Srečkovi.

## Produkcija
Prve kadre so posneli na poljih med Ratežem in Brusnicami, snemalni lokaciji sta bili tudi Gabrje in bližnji Pangrč grm. Večino kadrov so posneli v okolici Novega mesta. V nekaterih prizorih in množičnih scenah so nastopili dolenjski gledališki amaterji. Snemanje je trajalo okoli 40 dni.
Ana Pretnar iz Kranja, ki v filmu nastopa kot deklica Maja, je na avdicijo prišla prek očeta, ki je takrat nastopal v Prešernovem gledališču v Kranju. Najtežje ji je bilo igrati jok, prizadel pa jo je prizor z mučenjem matere.

## Kritike
Stanke Godnič (Delo) film ni prepričal, čeprav je pohvalila režiserjevo izbiro igralcev, fotografijo in glasbo, ki po njenem ostane v ušesih, pusti sliki govoriti ali pa jo dopolni z razpoloženjem. Pečarjeva literarna osnova se ji ni zdela primerna za filmsko rabo zaradi pomanjkanja dramatičnih in dramaturških stopnjevanj in zdelo se ji je, da sta skušala to scenarista neuspešno rešiti s sukanjem med poenostavljenima in neutemeljinima resničnostjo in vizijami. Ni marala neprepričljive in nespontane knjižne govorice otrok ter njihovih slabih dialogov in mučenja z nepoznanimi besedami. Filmu je očitala, da je padel na izpitu domišljenosti, izpiljenosti, morda tudi tenkočutnosti in filmskih vzgibov, ki bi morali spremeniti ponavljajočo se monotonost (hajke, pobegi, skrivanja) v nekaj več filmskih variant.

## Zasedba
- Damjan Koren
- Ana Pretnar: hči Maja
- Boštjan Omerza
- Bernarda Gašperčič: mama
- Boris Kerč: oče
- Majda Potokar

## Ekipa
- fotografija: Jure Pervanje
- glasba: Urban Koder
- montaža: Ana Zupančič
- scenografija: Niko Matul
- kostumografija: Irena Felicijan
- maska: Berta Meglič
- zvok: Hanna Preuss

## Nagrade
- 1987: nagrada Prešernovega sklada za masko (iz obrazložitve: sooblikovanje medvojnega časa in črpanje iz svoje bogate zakladnice, ki zajema tudi lasuljarsko znanje)[8]
- Teden domačega filma 1986: priznanje Metod Badjura za glasbo

## Izdaje na nosilcih
- Čas brez pravljic. videokaseta. Ljubljana : Viba film ; Zagreb : Jadran film, ca 1991 (COBISS)